# 羊耳菊
羊耳菊为菊科羊耳菊属的植物。分布在印度、越南、缅甸、马来西亚、泰国以及中国大陆的广西、贵州、广东、云南、浙江、江西、福建、四川等地，生长于海拔500米至3,200米的地区，一般生于亚热带、干燥丘陵地、荒地、亚高山的湿润、灌丛、热带的低山及草地。

## 别名
猪耳风（广西）、羊耳风（贵州）、山白芷、白牛胆（广东）、白面猫子（广东）、蜡毛香（四川）、壮牛浪、白面风（江西）、八面风（浙江）

## 外部連結
- 羊耳菊 Yangerju 藥用植物圖像數據庫 (香港浸會大學中醫藥學院) （繁體中文）（英文）